# Gustav Regler
Gustav Regler (Merzig, 25 de maig del 1898 - Nova Delhi, 14 de gener del 1963) fou un novel·lista alemany de pensament socialista, comissari polític de la XII Brigada Internacional durant la Guerra Civil espanyola.
Regler fou ferit durant la batalla de Guadalajara. Va escriure sobre les seves experiències a Espanya en l'obra escrita el 1940 Das grosse Beispeil (traducció a l'anglès: The Great Crusade). Les seves memòries foren publicades sota el títol The Owl of Minerva, el 1959 a Londres.